# دار الراك (القطن)
'

تعديل مصدري - تعديل

دار الراك هي إحدى قرى عزلة القطن بمديرية القطن التابعة لمحافظة حضرموت، بلغ تعداد سكانها 571 نسمة حسب تعداد اليمن لعام 2004.